# Henri Van Severen

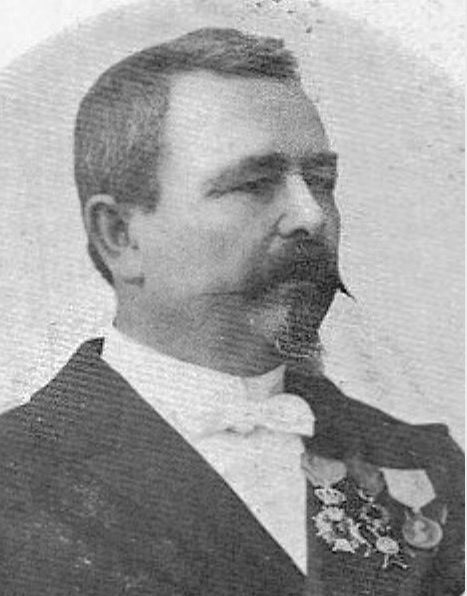
Henri Van Severen

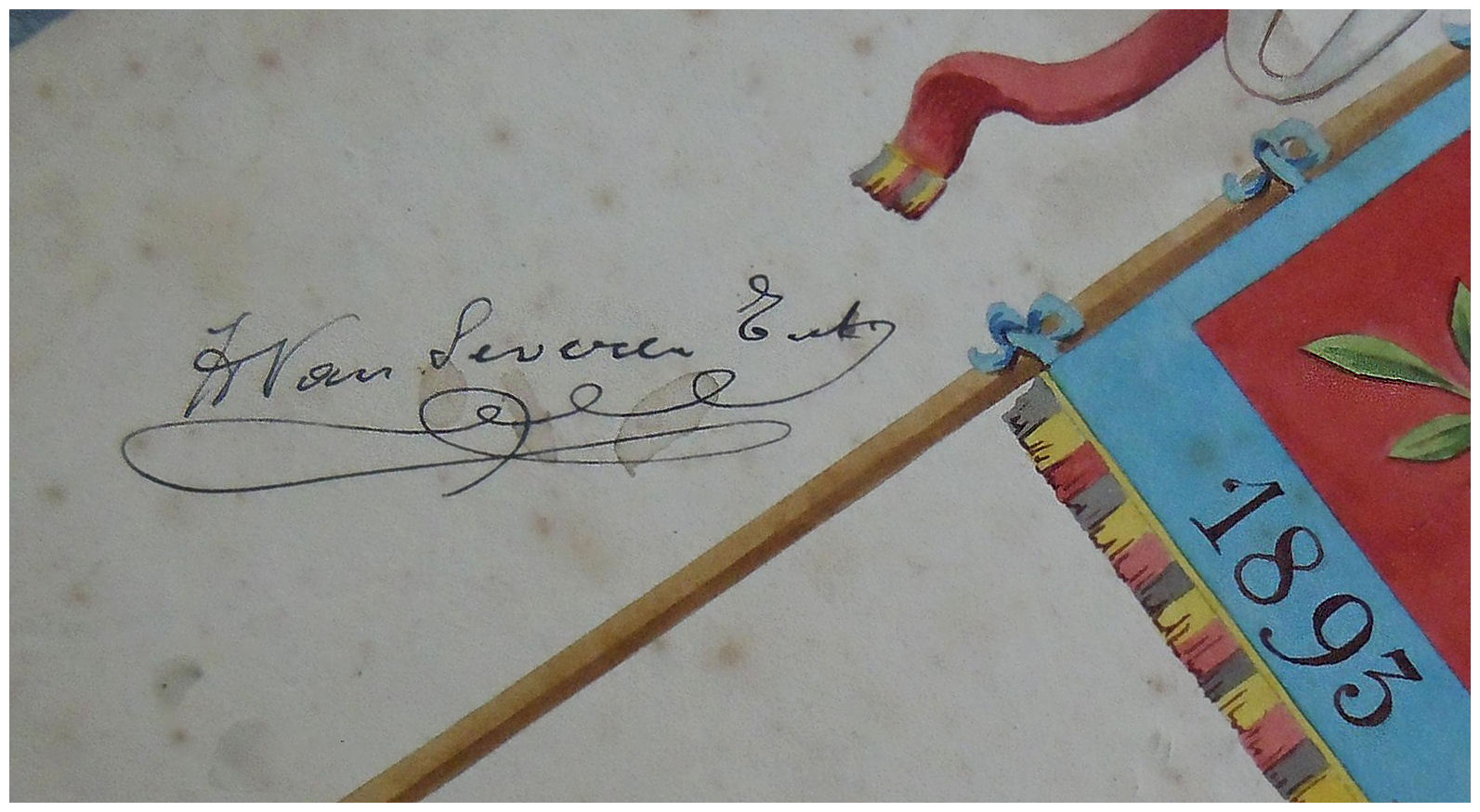
Signatuur

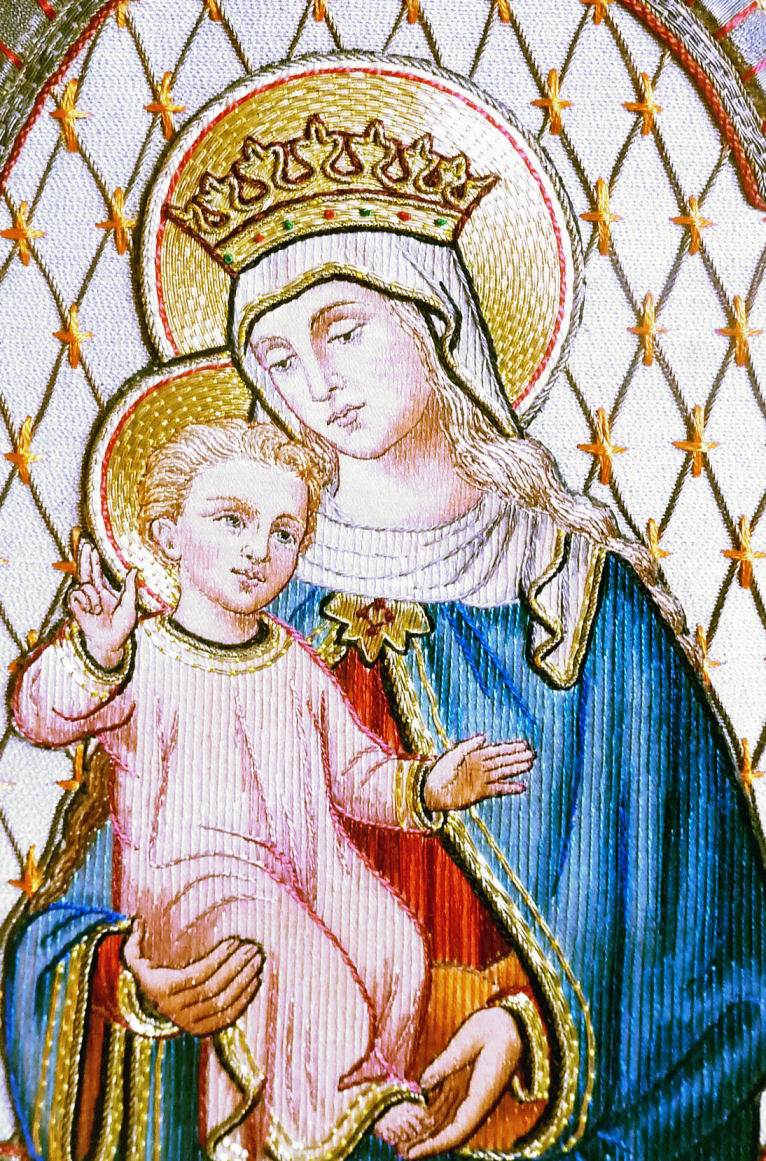
Geborduurd medaillon, koorkap van OLV, verz. kerkfabriek te Elversele

Henri Van Severen (Ruddervoorde, 31 juli 1849 - Sint-Niklaas, 18 februari 1923) was een goudborduurder actief in de Belgische stad Sint-Niklaas. Hij stond aan het hoofd van de manufactuur Henri Van Severen - Ente, Broderies Artistiques.
Hij was de zoon van goudborduurder Joannes-Baptista Van Severen (1807-1871) en Monica Vermeulen. Zijn artistieke vorming vond plaats in de stedelijke academie, waar hij verschillende prijzen won.
Het atelier was gekend voor restauraties van oude renaissance-gewaden en borduren van grote processievaandels met zwaar goudborduurwerk. Tijdens zijn jeugd was hij Pauselijk Zoeaaf en verkreeg later van de Paus de onderscheiding Bene Merenti. Hij huwde met Emma Ente, zonder kinderen.
Zijn bekendste werk is de mijter van Mgr. Stillemans en een geborduurd portret van de graaf van Vlaanderen. Daarnaast ook vlaggen voor harmonieën en gemeenten in Vlaanderen en Nederland. De meeste stukken zijn te situeren in Wase gemeenten, maar ook in Gent, Kortrijk, Oostende, Luik, Mons, Rotterdam en Antwerpen. In Gouda leverde hij verschillende vaandels en gewaden. Rond 1900 had de manufactuur een stevige reputatie en kon hij moeiteloos concurreren met grotere manufacturen zoals het huis Louis Grossé uit Brugge. Henri wist zonder problemen zijn familiezaak door de Eerste Wereldoorlog te loodsen, en kreeg nadien vele bestellingen voor banieren en regimentsvlaggen.
Om zijn naam hoog te houden nam hij deel aan verschillende wedstrijden en internationale exposities, met succes. Hij verkreeg het diplome d'honneur op de Wereldtentoonstelling van 1888 in Barcelona. Zijn archief wordt bewaard in het KADOC. Hij was Ridder in de Leopoldsorde.
Van Severen is bijgezet op het kerhof van Tereken, Sint-Niklaas; maar zijn zerk is verwijderd in opdracht van de stad.

## Reus
In 1930 gebruikt pastoor Nobels, de figuur van Henri 'Schele van Severen' als model voor de stadsreus Janneken.

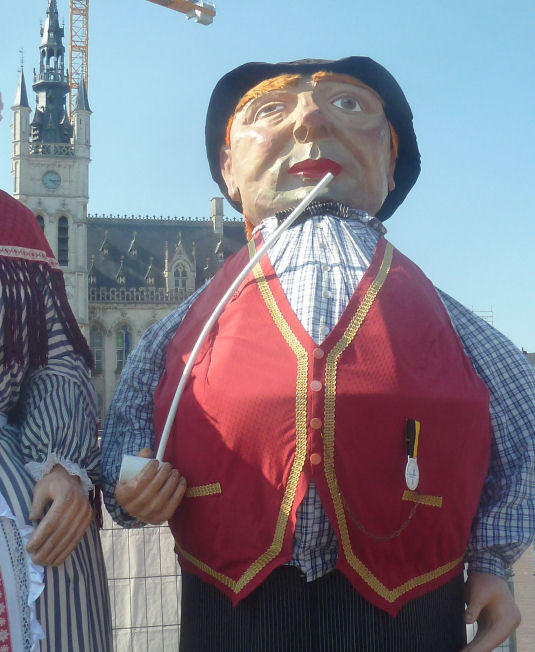
Janneken, naar Henri van Severen

## Eretekens
- Zilveren Medaille: 1885, Antwerpen
- Gouden Medaille: 1888 - Barcelona
- Gouden Medaille: 1888 - Brussel
- Gouden Medaille: 1888, London
- Grote Prijs: 1910, Brussel
- Ridder in de Leopoldsorde

## Boeken
- Henri Van Severen-Ente : acupictor ex S. Nicolai : curriculum vitae.[4]